# Smithiantha
Smithiantha é um género botânico pertencente à família Gesneriaceae.

## Sinonímia
- Naegelia

## Espécies
| - Smithiantha achimenoides - Smithiantha amabilis - Smithiantha aurantiaca - Smithiantha canarina - Smithiantha cinnabarina - Smithiantha fulgida - Smithiantha geroltiana | - Smithiantha laui - Smithiantha multiflora - Smithiantha punctata - Smithiantha secunda - Smithiantha zebrina - Smithiantha hybriden |